# گیاگان جنوبگان

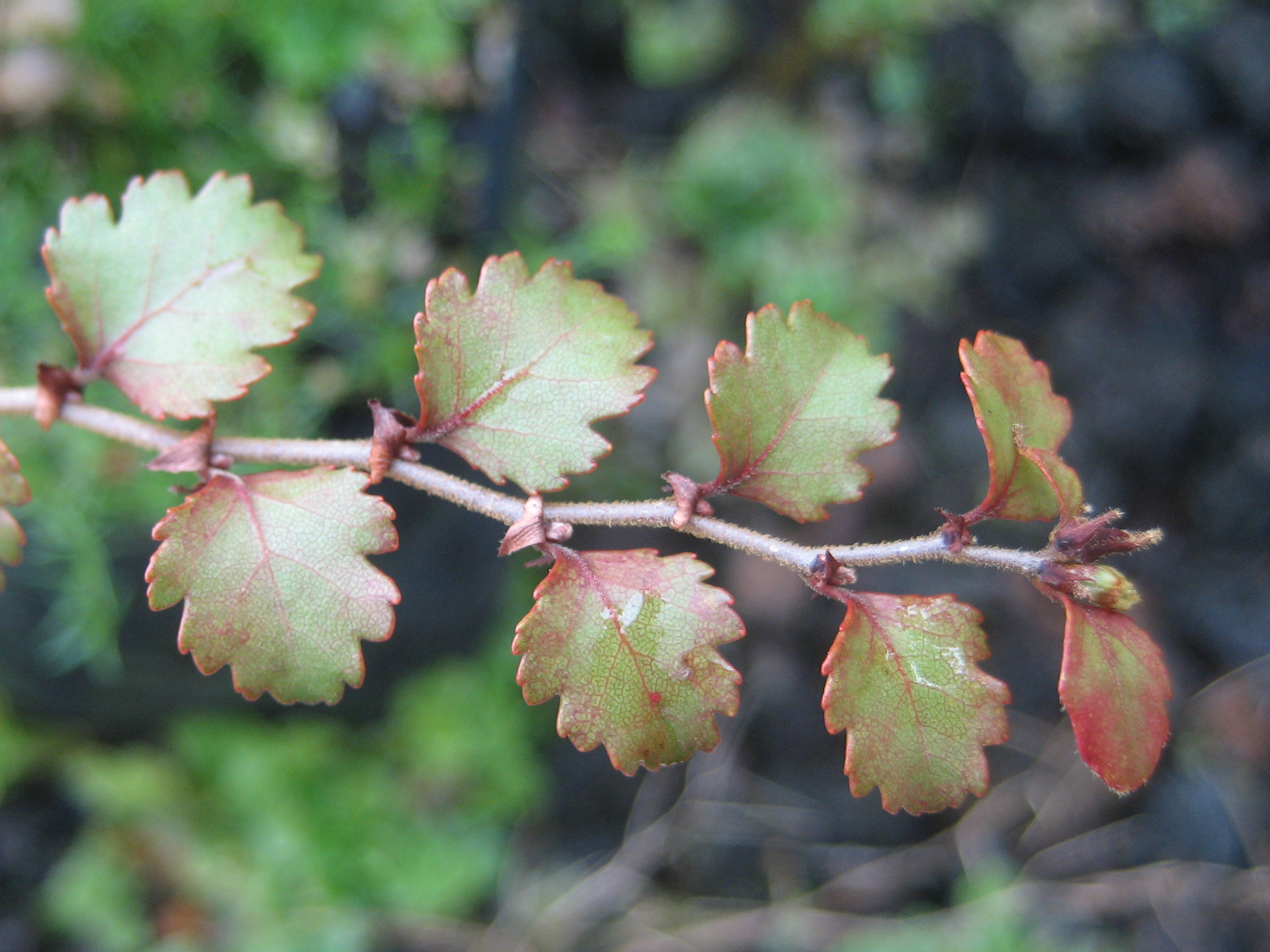
Nothofagus fusca، نیوزلند

گیاگان جنوبگان جامعه‌ای متمایز از گیاهان آوندی است که میلیون‌ها سال پیش در ابرقاره گندوانا تکامل یافته‌است. در حال حاضر، گونه‌های فلور قطب جنوب در چندین نواحی جداشده از نیمکره جنوبی، از جمله جنوب آمریکای جنوبی، جنوبی‌ترین بخش‌های آفریقا، نیوزیلند، استرالیا و کالدونیای جدید زندگی می‌کنند. جوزف دالتون هوکر (۱۸۱۷–۱۹۱۱) نخستین کسی بود که متوجه شباهت‌های گیاهی شد و حدس زد که جنوبگان به عنوان یک منبع یا یک نقطه انتقالی عمل می‌کرده‌است، و اینکه توده‌های خشکی که اکنون جدا شده‌اند، ممکن است در گذشته در کنار هم قرار داشته باشند.